# Solco neurale
Il solco neurale è una struttura cruciale durante lo sviluppo embrionale che porta alla formazione del sistema nervoso centrale. Questo processo inizia durante la terza settimana di sviluppo embrionale nei vertebrati. 

## Formazione

### Induzione
Durante lo sviluppo embrionale, le cellule ectodermiche (il foglio esterno dell'embrione) subiscono un processo di differenziazione stimolato da segnali chimici provenienti dal mesoderma sottostante: questi segnali inducono la formazione del solco neurale lungo l'asse dorsale dell'embrione.

### Cresta neurale
Le cellule lungo i margini del solco neurale si moltiplicano e si addensano, formando due pieghe parallele che si estendono lungo la lunghezza dell'embrione.
Le cellule neurali sulla cresta delle pieghe neurali formano la cresta neurale. Queste cellule hanno la capacità di migrare verso diverse regioni dell'embrione, dove daranno origine a una varietà di tessuti, inclusi il sistema nervoso periferico (quali i gangli sensoriali e autonomi), le cellule delle ghiandole surrenali, e alcuni elementi del tessuto connettivo e delle ossa della faccia.

### Chiusura del tubo neurale
Le pieghe neurali si avvicinano e si fondono lungo il dorso dell'embrione, formando un tubo chiamato tubo neurale.
Questo tubo neurale è il precursore del sistema nervoso centrale, compresi encefalo e midollo spinale.

## Significato biologico
Il corretto sviluppo del solco neurale è essenziale per la formazione del sistema nervoso centrale, che è critico per il funzionamento cognitivo, sensoriale e motorio.
Qualsiasi anomalia durante la formazione del solco neurale può portare a gravi difetti congeniti noti come difetti del tubo neurale: questi includono malformazioni come spina bifida e anencefalia, che possono causare disabilità o compromettere gravemente la qualità della vita del neonato.